# Équipe de Madagascar masculine de handball
L'équipe de Madagascar masculine de handball est la sélection nationale représentant Madagascar dans les compétitions internationales de handball masculin.
La sélection est quatrième des Jeux africains de 1965 et cinquième du Championnat d'Afrique des nations masculin de handball 1974.